# Dürrenroth
Dürrenroth är en ort och kommun i distriktet Emmental i kantonen Bern, Schweiz. Kommunen har 1 092 invånare (2023).